# Die schweigsame Frau
Die schweigsame Frau (en alemany, La dona silenciosa) és una òpera en tres actes de Richard Strauss, amb llibret de Stefan Zweig. S'estrenà al teatre de l'Òpera de Dresden el 24 de juny de 1935. No s'ha estrenat a Catalunya.

## Història de la composició
Després de Elektra i Der Rosenkavalier —amb l’única excepció de Intermezzo—, totes les òperes anteriors de Strauss es basaven en llibrets d'Hugo von Hofmannsthal, mort el 1929. Stefan Zweig, aleshores un escriptor molt reconegut, no havia conegut mai Strauss, que era disset anys més gran que ell. A la seva autobiografia, El món d'ahir, Zweig relata com Strauss es va posar en contacte amb ell després de la mort de Hofmannsthal per proposar-li l’escriptura d’un llibret per a una nova òpera. Zweig va triar un tema de Ben Jonson.

## Política de l'òpera
Els nacionalsocialistes —que havien pres el poder a Alemanya l’abril de 1933— veien Strauss com una icona destacada de la música alemanya. El mateix Strauss va col·laborar amb el règim nazi i el novembre de 1933 esdevingué president de la Reichsmusikkammer. Zweig coneixia bé Strauss gràcies a la seva col·laboració, i més tard va escriure:
col·laborar amb els nacionalsocialistes era, a més, d’un interès vital per a ell, perquè, segons la visió dels nacionalsocialistes, ell estava molt compromès. El seu fill s’havia casat amb una jueva i, per tant, temia que els seus néts, als quals estimava per damunt de tot, fossin exclosos de les escoles com a escòria; les seves òperes anteriors estaven tacades pel mig jueu Hugo von Hofmannsthal; el seu editor era jueu. Per això, cada cop li semblava més imprescindible assegurar-se suport i seguretat, i ho va fer amb gran perseverança.
El fet que Zweig fos jueu va començar a generar problemes potencials per a l'estrena de l'òpera: a l'estiu de 1934, la premsa nazi va començar a atacar Strauss per aquesta qüestió. Zweig explica a la seva autobiografia que Strauss es va negar a retirar l'òpera i fins i tot va insistir que s'acredités l'autoria del llibret a Zweig; la primera representació a Dresden va ser autoritzada pel mateix Hitler. Investigacions posteriors han demostrat que el relat de Zweig és en gran part correcte.
Ara sabem que hi havia una lluita interna pel poder dins del govern nazi. Joseph Goebbels volia aprofitar la reputació internacional de Strauss i estava disposat a relaxar la norma que prohibia obres amb artistes no aris. Tanmateix, Alfred Rosenberg era més crític amb la manca de fermesa de Strauss en la qüestió jueva i volia destituir-lo i substituir-lo pel membre del partit Peter Raabe. Goebbels va portar la qüestió a Hitler, que inicialment va decidir a favor seu. No obstant això, la Gestapo havia interceptat la correspondència entre Strauss i Stefan Zweig, en què Strauss es mostrava sincerament crític amb el règim nazi i amb el seu propi paper dins d’aquest. Aquesta carta va ser mostrada a Hitler, que aleshores va canviar d’opinió. L’òpera va poder representar-se només tres vegades abans de ser prohibida.
El 6 de juliol de 1935, un funcionari nazi enviat per Goebbels va visitar Strauss a casa seva i li va comunicar que havia de dimitir del seu càrrec com a president de la Reichsmusikkammer per motius de salut, menys de dos anys després d’haver-lo assumit. El va substituir Peter Raabe, que romandria en el càrrec fins a la caiguda del règim nazi. Tot i estar prohibida a Alemanya, l’òpera es va representar en algunes ciutats a l’estranger, com ara Milà, Graz, Praga i Zúric.
No era la primera vegada que una òpera seva era prohibida: el Kàiser Guillem II havia prohibit Feuersnot el 1902. De fet, la tendència dels règims totalitaris a prohibir òperes no era exclusiva d’Alemanya: uns mesos més tard, a principis del 1936, el règim soviètic prohibia l’òpera de Dmitri Xostakóvitx, Lady Macbeth de Mtsensk.
Zweig i Strauss van continuar treballant plegats en secret (amb Joseph Gregor), principalment en el llibret de l’òpera Friedenstag, estrenada el 1938. L’argument era pràcticament tot de Zweig, però l’ideal pacifista que expressava era estimat per tots dos.
Strauss va sobreviure al règim nazi durant quatre anys i es va mostrar satisfet quan l’òpera va ser recuperada poc després del final de la guerra. Va escriure a Joseph Keilberth, el director de l’Òpera de Dresden, on l’òpera va ser reestrenada: «Ara, després de deu anys, l’honorable senyor Morosus ha estat alliberat del camp de concentració de la Reichstheaterkammer i ha tornat a la seva ciutat natal, on fa dotze anys vaig tenir molts problemes per fer aparèixer el nom del llibretista al programa.»
Stefan Zweig mai no va arribar a sentir representada l’òpera. Havia marxat de la seva Àustria natal cap a Anglaterra el 1934, després de l’arribada dels nazis al poder a Alemanya (tot i que va continuar visitant Àustria fins a l’Anschluss del 1938). L’any 1940, poc després de l’inici de la guerra, es va traslladar als Estats Units i posteriorment al Brasil. Deprimit pel creixement de la intolerància, l’autoritarisme i el nazisme, i sentint-se sense esperança pel futur de la humanitat, es va suïcidar el 23 de febrer de 1942.

## Història de les representacions

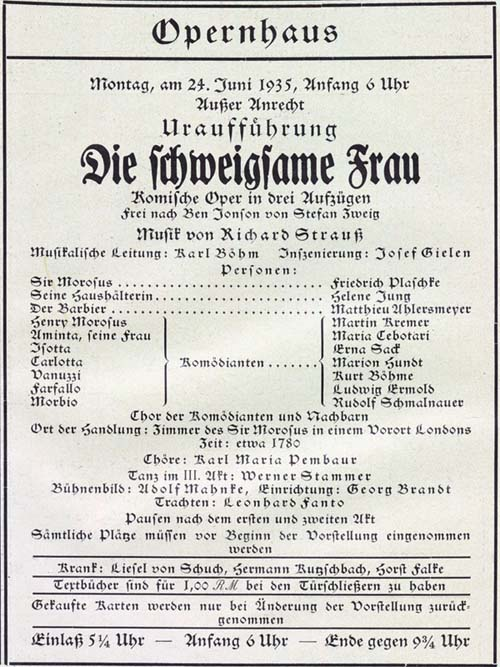
Cartell de l'estrena

Va ser estrenada a l’Òpera Semper de Dresden el 24 de juny de 1935, sota la direcció de Karl Böhm. Després de la caiguda del règim nazi, l’òpera va ser recuperada a Dresden (1946), seguida de representacions a Berlín, Múnic i Wiesbaden.
Fora d’Alemanya, l’obra es va representar el febrer de 1936 a Graz (Àustria), amb l’assistència del seu fill i la seva jove, Franz i Alice, a Praga el 8 de juny sota la direcció de George Szell, i a Zúric l’octubre de 1942 (amb Strauss present a la funció del 18 d’octubre).
L’estrena als Estats Units va tenir lloc a la New York City Opera el 7 d’octubre de 1958. Es va representar també a la Santa Fe Opera els anys 1987 i 1991, i a la Garsington Opera el 2003.
Al Regne Unit, la Royal Opera House de Londres va oferir l’estrena britànica en anglès el 20 de novembre de 1961, i l’òpera va formar part del Festival de Glyndebourne els anys 1977 i 1979.
Més recentment, hi ha hagut produccions a la Semperoper de Dresden el 2010 i a l’Òpera Estatal de Baviera de Múnic els anys 2010, 2014, 2015 i 2017. Del 22 al 24 de juliol de 2016, el Pittsburgh Festival Opera va oferir dues funcions cantades en anglès.
El juliol de 2022, el Richard B. Fisher Center for the Performing Arts del Bard College va oferir cinc representacions en alemany original, amb Leon Botstein dirigint l’American Symphony Orchestra.

## Personatges
| Personatge                          | Tipus de veu          | Estrena, 24 de juny de 1935 Director: Karl Böhm |
| ----------------------------------- | --------------------- | ----------------------------------------------- |
| Sir Morosus, almirall retirat       | baix                  | Friedrich Plaschke                              |
| Vídua Zimmerlein, la seva majordoma | contralt              | Helene Jung                                     |
| Schneidebart, un barber             | baríton agut          | Mathieu Ahlersmeyer                             |
| Henry Morosus, nebot de l’almirall  | tenor agut            | Martin Kremer                                   |
| Aminta, la seva esposa              | soprano de coloratura | Maria Cebotari                                  |
| Isotta, cantant d’òpera             | soprano de coloratura | Erna Sack                                       |
| Carlotta, cantant d’òpera           | mezzosoprano          | Maria Hundt                                     |
| Morbio, cantant d’òpera             | baríton               | Rudolf Schmalnauer                              |
| Vanuzzi, cantant d’òpera            | baix profund          | Kurt Böhme                                      |
| Farfallo, cantant d’òpera           | baix profund          | Ludwig Ermold                                   |
| El lloro                            | parlat                |                                                 |
| Altres actors, veïns                |                       |                                                 |

## Argument
Escenari: una habitació a la casa de Sir Morosus en un suburbi de Londres, cap al 1760.

### Acte I
El capità de marina retirat Sir John Morosus és molt intolerant al soroll després d’haver sobreviscut a una explosió al seu vaixell. Fa anys que està retirat i viu amb la seva majordoma, que el cuida bé, tot i que ell troba molest la seva xerrameca. Arriba el barber i, després d’una discussió amb la majordoma que molesta en Morosus, intenta calmar el capità. Li diu al capità Morosus que hauria de casar-se amb una dona jove i silenciosa. Al principi, Morosus és escèptic: no és una dona callada com la mar sense sal? El barber l’assegura que coneix una dotzena de colometes silencioses que voldrien casar-se amb un home honorable com ell. Morosus comença a escalfar-se amb la idea, quan de sobte apareix el seu nebot Henry, a qui feia molt temps que no veia. És rebut amb entusiasme: Morosus rebutja la idea del matrimoni i fa de Henry el seu fill i hereu. Però quan Henry revela que ell, la seva esposa Aminta i els seus amics formen una companyia d’òpera, Morosus reacciona horroritzat, especialment pel fet que Aminta sigui cantant d’òpera. El capità expulsa la companyia d’òpera de casa seva i deshereta en Henry. Ordena al barber que li busqui una dona silenciosa per casar-s’hi l’endemà mateix i després se’n va a dormir. El barber revela a la companyia com és de ric Morosus (seixanta, setanta mil lliures). Aminta diu que no vol interposar-se entre Henry i la seva herència i s’ofereix a deixar-lo. Henry li diu a Aminta que no pot viure sense ella, encara que això signifiqui perdre l’herència. El barber té una idea. I si la companyia representa una obra on les dones facin de candidates al matrimoni i escenifiquin un casament fals? Després, la núvia esdevindrà molt sorollosa i representaran el divorci. A en Henry li agrada la idea: el seu oncle ha insultat la companyia, així que li mostraran el seu talent, i qui és ximple serà enganyat. L’escena acaba amb una celebració gloriosa del magnífic pla.

### Acte II
La majordoma ajuda en Morosus a posar-se la seva jaqueta de gala. El barber arriba i tranquil·litza el capità assegurant-li que ja ha organitzat tots els detalls de la cerimònia de casament. Tot seguit presenta les tres candidates. La Carlota es presenta fent el paper de Katherine, una noia senzilla de camp. A Morosus no li fa el pes: ha estat massa temps amb els vedells i s’ha tornat una d’ells. El barber presenta aleshores Isotta, que fa el paper d’una dama noble instruïda en diverses matèries. Morosus tampoc queda impressionat i desconfia de la seva suposada habilitat amb el llaüt. Finalment, el barber presenta Aminta, que fa el paper de la modesta i tímida Timidia. Morosus queda força captivat per Timidia i diu al barber: és ella i li ordena de buscar el capellà i el notari per a la cerimònia. Vanuzzi i Morbio fan els papers de capellà i de notari i se celebra el casament fals.
Farfallo apareix amb la resta de la companyia fent de mariners que han vingut a celebrar el casament, provocant molt de soroll. Morosus embogeix amb tant de rebombori i els fa fora de casa. Aminta comença a sentir-se realment commoguda per l’amor sincer de Morosus, que vol saber per què sembla amoïnada. Finalment, però, ha de continuar amb el pla del barber i comença a cridar al capità amb una ira fingida. Causa un gran desordre a la casa, arrenca les cortines i llença a terra algunes de les possessions més preuades del capità (fora amb aquests trastos). Aleshores arriba Henry per salvar la situació. Tracta Timidia amb fermesa i assegura al seu oncle que ell s’encarregarà de tot. Un Morosus agraït dona les gràcies a Henry: ha sobreviscut a moltes batalles navals i huracans, però no tindria cap possibilitat contra algú com Timidia. Henry envia el capità al llit, on s’adorm. Ara sols, Aminta i Henry canten el seu amor l’un per l’altre. Morosus es desperta i crida: tot va bé? Sí, respon en Henry. Morosus torna a adormir-se amb un sospir profund que fa de contrapunt als sospirs d’amor d’Aminta mentre s’acaba l’escena.

### Acte III
L’endemà, l’Aminta ha contractat uns artesans que fan sorolls mentre claven claus i tanquen portes amb força. També hi ha un lloro sorollós que crida. A més, ha designat un pianista (Farfallo) i un mestre de cant (Henry) per assajar amb ella L’incoronazione di Poppea de Monteverdi. El capità apareix i queda completament devastat.
El barber entra i presenta un Lord Chief Justice (Vanuzzi) i dos advocats (Morbio i Farfallo) que discuteixen el possible divorci. Tanmateix, Timidia s’hi oposa i rebutgen tots els motius de divorci. El barber argumenta que ella havia tingut relacions abans del matrimoni amb en Sir John, i dues distingides dames (Isotta i Carlotta) ho corroboren. També presenta un testimoni (Henry) que declara haver tingut relacions carnals amb Timidia.
Morosus flairà la victòria i està a punt de celebrar-ho, però els advocats plantegen un altre obstacle al divorci: l’acord matrimonial no estipulava la virginitat de la núvia, així que ara te l’hauràs de quedar. En Morosus està a punt de tenir una crisi nerviosa.
Henry posa fi a la farsa i tothom deixa de fingir: tots revelen la seva veritable identitat. L’Aminta demana perdó al capità. Quan aquest s’adona que ha estat enganyat, la seva ira inicial es transforma en rialles en veure el costat divertit de la situació. Feliç, es reconcilia amb la companyia d’actors abans que marxin i dona la seva benedicció a la unió entre en Henry i l’Aminta, proclamant novament en Henry com el seu hereu.
Se sent satisfet amb ell mateix i amb el món després d’haver esquivat el desastre i finalment ha trobat la pau que tant desitjava. L’òpera acaba amb un monòleg de Morosus: És un gran plaer trobar una noia bonica i silenciosa, però encara ho és més si pertany a un altre.

## L'adaptació de Stefan Zweig de Ben Jonson

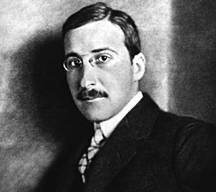
Stefan Zweig

L’argument d’un home gran que es casa amb una dona jove que resulta ser molt diferent del que s’esperava té les seves arrels en l’antiguitat clàssica: l’obra Casina de Plaute (251–184 aC) n’és un dels primers exemples. Potser el precedent més directe és la Declamatio Sexta, una traducció al llatí de temes mitològics procedents del sofista grec Libanius.
La comèdia de Jonson ja havia estat utilitzada abans com a base per a una òpera: l’any 1800, Antonio Salieri va escriure Angiolina ossia Il Matrimonio, i el 1810 Stefano Pavesi va compondre l’òpera Ser Marcantonio, que al seu torn serví de base per al Don Pasquale de Gaetano Donizetti, amb personatges inspirats en la commedia dell’arte (així, Morose esdevé Don Pasquale, que es basa en Pantalone). Més endavant, el 1930, hi hagué Lord Spleen de Mark Lothar (en alemany).
Zweig havia descobert Ben Jonson feia un temps, i ja havia adaptat amb èxit Volpone per al teatre alemany abans que Strauss li demanés un llibret. Zweig utilitzà una traducció alemanya d’Epicœne feta per Ludwig Tieck l’any 1800, amb el subtítol Das stumme Mädchen o bé Das stille Frauenzimmer, segons l’edició.
Zweig introdueix diversos canvis importants respecte a l’obra original de Jonson. El més destacat és, potser, el personatge de Sir Morosus. A Jonson, Morose no és cap capità de marina, sinó simplement un home ric i gran amb una aversió pel soroll. A més, Morose detesta el seu nebot (Sir Dauphine) i pretén desheretar-lo casant-se. Zweig, en canvi, desenvolupa un personatge molt més empàtic. Sir Morosus és un capità de marina retirat amb una carrera distingida: el barber explica als altres que una explosió a bord d’un vaixell li provocà l’aversió al soroll (i que la captura de galions espanyols fou la font de la seva riquesa).
Sir Morosus també rebutja inicialment la proposta del barber de casar-se amb una dona jove: és massa gran i, a més, dubta de l’existència d’una dona silenciosa. Tot i això, els arguments del barber el porten a reconèixer la buidor de viure sol:
Cada dia, cada nit amb un mateix a casa,  

Sense fill, ni hereu, ni nebot, ni amic,  

Ningú al món a qui cuidar.

Sí, això seria bo.

Saber que hi ha algú per a qui un és real, per a qui es respira, a qui es confessa,  

Algú per a qui es viu i per a qui es mor,  

I que hi sigui quan un es refreda per tancar-li els ulls i creuar-li les mans,  

Sí, això seria bo.
Morosus també estima el seu nebot Henry (a qui creia mort): estaria encantat de viure amb ell i tractar-lo com un fill. Quan Henry arriba, Sir Morosus diu: La meva casa, la meva fortuna són seves. Tot. Ara ja no necessito cap esposa... ni muda ni silenciosa.
Deshereta Henry en un rampell d’ira quan descobreix que està casat amb una cantant d’òpera, i decideix seguir el consell anterior del barber i casar-se amb una dona silenciosa. Tanmateix, fins i tot després d’enamorar-se de Timidia, li pregunta si realment vol casar-se: ell és massa gran per a ella. A mitja escena del segon acte, abans del casament, adreça aquestes paraules a Aminta perquè ho reflexioni:
Nena, escolta’m!  

Un home gran només és mig home. La seva millor part és en el passat.

El seu ull ja s’ha saciat de tot el que ha vist, el seu cor està cansat i batega fluix.

Hi ha una glaçada profunda a la seva sang i això refreda l’alegria de viure,  

I perquè ell mateix és rígid i fred, tot el món li sembla envellit.

Només hi ha una cosa que té per sobre de la joventut:  

Un home gran sap agrair millor.
Després del casament, Sir Morosus mostra una tendresa i una preocupació tan profundes que Aminta se sent commoguda i desitjaria no haver de continuar amb la farsa.
El segon gran canvi respecte a Jonson és que, en l’obra original, la dona silenciosa Epicœne és en realitat un noi. Zweig transforma aquest personatge en Aminta, l’esposa de Henry. Aminta és un dels personatges centrals de l’òpera: demostra el seu amor i la seva lleialtat oferint-se a abandonar Henry perquè ell pugui heretar la fortuna del seu oncle. També desitja estimar Sir Morosus com un sogre i li costa tractar-lo malament. Al cor del segon acte, just abans del fals matrimoni, Timidia es dirigeix a Morosus:
Oh, senyor, ho juro pel sant sagrament: sento que podria estimar-vos sincerament  

Com s’estima i s’honora pietosament un pare, com algú que m’ha donat el millor de la vida.

Faci el que faci, encara que d’entrada sembli estranyament hostil,  

Us ho juro: ho faig només pel vostre bé.

I si puc alliberar-vos del mal humor,  

Seré l’esposa més feliç del món.
Henry també és molt diferent del nebot sense cor de Jonson: estima el seu oncle, busca la seva aprovació i és ell qui posa fi a la farsa quan veu el patiment del seu oncle. El Barber també és molt diferent: Jonson és còmplice del nebot. En canvi, per a Zweig, el Barber és una bona persona que té una bona opinió de Sir Morosus i és un estrateg benigne que impulsa l’argument, molt semblant al Figaro de Les noces de Fígaro de Mozart. Després de l'escena de desheretament de l'acte I, explica a Henry i als altres: Ell (Morosus) és un home totalment honest, amb el millor cor del país. L'engany planejat del matrimoni es proposa com una manera de desvincular Sir John del seu gust pel matrimoni i retornar la seva herència... serà necessari molt d'esforç per suavitzar-lo i... tallar aquest tuf d'imbecil·litat.
Zweig també introdueix una nova dimensió en el diàleg, que és el joc entre la veritat, la percepció i la il·lusió. Durant tot l'acte dos i tres fins que s'acaba la farsa, Morosus es troba en un món d'il·lusió. Les paraules dites pels personatges, com Timidia, tenen un doble significat: el significat dins de la farsa i el significat veritable de la realitat, que està amagat per a Morosus (tot i que el públic pot apreciar ambdós). Així, per exemple, en el cas del divorci de l'acte III, es planteja la qüestió que Timidia ha tingut relacions amb homes diferents de Sir Morosus. Carlotta i Isotta són presentades com a testimonis i juraran que Timidia ha tingut aquestes relacions. Aminta respon: Mai he deshonrat l'honor del meu matrimoni. De la mateixa manera, quan el cavaller (Henry disfressat) és introduït com a testimoni, diu que ha tingut relacions carnals amb Timidia, a la qual ella respon novament: No he pertangut a cap altre home que al meu marit. Totes aquestes declaracions són veritat quan s'apliquen a Aminta, però sembla que volen dir una altra cosa quan les diu Timidia.
El final és bastant diferent del de Jonson, on, quan es revela que Epicœne és un noi, Morosus, avergonyit, marxa, i el seu nebot Dauphine comenta despectivament: No et molestaré, fins que no em molestis amb el teu funeral, que no m'importa quan arribi. En el llibret de Zweig, la farsa ha servit per a un propòsit benigne: Morosus s'adona de la seva bogeria i diu: Vas fer el que calia, enganyar un boig i colpejar la seva estupidesa. Morosus ara té tot el que vol: un nebot amorós com a hereu, una "sogra" admiradora i, sobretot, la pau i tranquil·litat que buscava. Així, la comèdia tracta més de la transformació de l'home gran, tal com passa a Charles Dickens's A Christmas Carol, on els esdeveniments fantàstics transformen Scrooge. Sir Morosus té l'última paraula en una ària que s'ha convertit en la part més coneguda de l'òpera: Wie schön ist doch die Musik.

## Instrumentació
L'òpera utilitza una orquestra amb la següent instrumentació:
- 3 flautes (piccolo), 2 oboès, cor anglès, clarinet en re, 2 clarinets en si bemoll i la, clarinet baix, 3 fagots (fagot contrabaix)
- 4 trompes, 3 trompetes, 3 trombons, tuba
- Timbales
- Percussió (3–4 músics): glockenspiel, xilòfon, 4 campanes grans, campanetes, tambor de costat, bombo, plats, tam-tam, triangle, pandereta, esquellots, castanyoles
- Arpa, celesta, clavicèmbal
- Cordes: 14, 12, 8, 8, 6
- Banda de l'escena: trompetes, orgue, gaites, tambors